# Valje
Valje est une localité suédoise dans la commune de Bromölla et la commune de Sölvesborg en Scanie.
Sa population était de 1085 habitants en 2019.